# Hypopterygium arbuscula
Hypopterygium arbuscula là một loài Rêu trong họ Hypopterygiaceae. Loài này được Brid. mô tả khoa học đầu tiên năm 1827.